# Byewash Reservoir
Byewash Reservoir (kinesiska: 副水塘) är en reservoar i Hongkong (Kina). Den ligger i den norra delen av Hongkong. Byewash Reservoir ligger 138 meter över havet. Den ligger vid sjöarna  Shek Lei Pui Reservoir Reception Reservoir och Kowloon Reservoirs. I omgivningarna runt Byewash Reservoir växer i huvudsak städsegrön lövskog.